# Pieter Everts
Pieter Everts (14 mei 1785 – 3 november 1847) was een Belgisch en Nederlands burgemeester.
Everts werd geboren als zoon van Servaes Everts en Cornelia Raedts. Volgens overlevering werd vader Servaes Everts in 1800 al door de Fransen gevraagd om 'maire' van Horst en Sevenum te worden.
Sevenum was door de Fransen bij Horst gevoegd, maar dat werd niet door iedereen op prijs gesteld.
Dit deel van Nederland hoorde van 1830 tot 1839 bij België. Na wat voorbereidend werk kreeg men van koning Leopold I van België gedaan dat Sevenum in 1836 weer een zelfstandige gemeente werd, met als burgemeester Pieter Everts. Hoewel Everts ook burgemeester van Horst was, heeft hij een belangrijke rol bij deze afscheiding gespeeld.
Pieter Everts was burgemeester van 1830 tot 1843. In 1843 werd hij door zijn zoon Pieter Servaas Everts opgevolgd.